# Zhangsun Wuji
Zhangsun Wuji (長孫無忌，~600-659) fut un chancelier de la dynastie chinoise des Tang.

## Jeunesse
Zhangsun Wuji est un ami d'enfance de Tang Taizong, originaire du royaume des Wei du Nord, ils se côtoient à la cour des Sui, à Luoyang. Sa sœur est la femme de Li Shimin dès 613, et la future Impératrice Wende. Il rejoint les armées Tang lors de leur marche vers la capitale Sui, et s'avère un brillant stratège lors des campagnes de pacification de Taizong dans la plaine du Nord-Est. Homme de confiance de Taizong par excellence, il est de ceux qui préparent et participent au coup de la Porte Xuanwu (626).

## Sous Taizong
Zhangsun Wuji devient ainsi vice-président du Département décisif des Affaires d'État, l'exécutif sous Taizong. Mais l'accumulation des responsabilités lui attire de larges oppositions et Taizong doit l'exclure du plus haut cercle du pouvoir. Il reste un conseiller impérial très écouté et, en 643, lors de la querelle de succession, il pèse de tout son poids en faveur de Li Zhi, le futur empereur Gaozong. De 645 à 649, il est à la tête de la Chancellerie et du Département des Affaires d'État. C'est alors qu'il refond le code Tang, travail qu'il achève et remet plus tard à l'empereur Gaozong. Zhangsun Wuji et Chu Suiliang recevront les dernières volontés de Taizong en 649.

## Sous Gaozong
Il est un protecteur et conseiller clef du nouvel empereur, Gaozong, également son neveu. La conquête du pouvoir par la concubine Wu, que Gaozong suit, provoquera la perte du cercle des conseillers de Taizong. L'influent Zhangsun Wuji sera ainsi poussé au suicide en 659, sans intervention de Gaozong.